# Nepremičnine (Second Life)
Second Life, virtualni svet ustvarjalcev Linden Lab je v uporabi od leta 2003. 
Tako Linden Lab kot prebivalci  služijo denar s trgovanjem z nepremičninami. Prebivalci uporabijo možnost, da v tem virtualnem svetu lahko permanentno shranijo svoje nepremičnine, ki so jih sami ustvarili ali si jih lastijo.

## Lastništvo zemlje
Premium uporabniki oziroma tisti, ki plačujejo mesečno vsoto Linden Labu, imajo pravico imeti zemljo. Lastniki zemlje ne plačajo nobene dodatne vsote Linden Labu, če si lastijo manj kot 512 m². Lastnik, ki si lasti večja območja, pa mora plačati dodatno vsoto (podjetje Linden Lab jo imenuje ‘tier’), ki se giblje od 5 $ na mesec do 295 $ na mesec, če si lasti 65.536 m2 kot meri celoten otok. Vprašanje glede 'lastništva' pa je vprašljivo. Mr. Rosedale je pred kratkim karakteriziral vsa lastništva kot zakupljen čas na serverjih Linden Laba. 

## Prodaja zemlje
Linden Lab je prodajal zemljo v majhnih 512 m2 blokih (16 x 32 metrov) skozi program imenovan Prva Zemlja, ampak so ta program prekinili. Še vedno prodajajo vse regije velikosti 16 akrov (65.536 m2). SL nepremičnine so omejene glede števila osnovnih enot in velikosti parcele, za parcele, ki se skupaj povezujejo, tako je največja lahko 65.536 m2 , ki lahko vsebuje do 15 000 osnovnih enot. Vendar pa je še 1000 osnovnih enot v rezervi za dodatke avatarjem, kot so obleke in razni dodatki. 
Privatni sim otok stane 1000 $ (ne lindenskih), plus še 295 $ na mesec za vzdrževanje.
Glavne regije gredo na dražbo Linden Laba in so po navadi prodane za več tisoč dolarjev. (Leta 2004 je bil dosežen višek z 4000 $). Lastniki plačujejo prav tako mesečno vsoto za vzdrževanje. Linden Lab daje na dražbo tudi manjše parcele, ki jih lastniki zapustijo.
Prebivalci v SL prav tako prodajajo zemljo med seboj, v želji, da bi zaslužili več kot pa je njihova zemlja v resnici vredna. Eden način kako obogatiti zemljo je, da na njen zgradimo zanimive zgradbe, poslovne dejavnosti in zanimivo pokrajino. Bolj špekulativen pristop pa je ta, da zemljo razdelimo na posamezne parcele in vsako parcelo posebej oddajajo.
Na ta prosti trg vplivajo Lindenski akti. Npr. Linden Lab odpre nove serverje na katerih se pojavijo nove količine zemlje za prodajo in tako se posledično zniža cena zemlje. 
Še ena zadeva je Landbot. Landbot je avtomatski mehanizem za prodajo zemlje, ki je naprodaj in temelji na specifičnih kriterijih. Landboti  včasih uporabljajo lastniki velikega števila nepremičnin, da avtomatizirajo prodajo zemlje, ki je na voljo. Seveda je prihajajo da napak, da so landboti kupili zemljo tako hitro, da če se je prebivalec, ki je zemljo prodajal slučajno zmotil in napisal ceno za zemljo 1 lindenski $, ni imel več časa, da bi napako popravil.
Kljub temu objekti ne morejo kupiti zemlje avtomatično, zaradi omejitev jezika v skripti.

## Program Prva Zemlja
Program prva zemlja je namenjen uporabnikom, ki so kupovali svojo prvo zemljo. Tako, da so prebivalci lahko kupili svojo prvo parcelo pod tržno vrednostjo. Ta program je tudi služil kot nadgradnja zastonjskih uporabniških računov v plačljive. Prebivalec je plačal fiksno vsoto 1 L$ na m2 za 512 m2 veliko parcelo. Ni jim bilo potrebno plačati ‘’tier fees’’ za to zemljo.
Tipično, zemlja iz programa Prva Zemlja je bila locirana na novo dodanih območjih, čeprav so izolirane parcele na starih območjih prodane kot Prva zemlja, ker so jih prejšnji lastniki zapustili. Kot pravijo v Linden Lab so bila ta ozemlja Prve zemlje hitro povečana, ker so jih lastniki prodali ostalim prebivalcem.
Program Prva zemlja je bil prekinjen 20 februarja 2007. Vendar pa so prebivalci, ki si lastijo manj kot 512 m2 še vedno izvzeti od plačevanja tier fees.

## Regije
- Regije, ki so uporabijo na dražbi so po navadi dostopne iz glavnega kontinenta Second Lifea.
- Regije, ki se kupijo privatno, pa nimajo pravice, da so dostopne iz glavnega kontinenta SL, več regij pa je lahko skupaj združenih, da tvorijo svoj otok ali manjši kontinent.

Tier vsote (295 $ na mesec) so povezane z lastništvom 16 akrov regije, kar ima za rezultat veliko privatno kupljenih simulatorjev, katerih glavni fokus je ta, da vrnejo profit, tako da zmanjšajo število možnosti. Vendar so posebnosti temu vedenju, kot je Svarga (gre za umetni ekosistem, ki ga upravlja LSL, narejen je bil s strani prebivalca v Second Life z imenom Laukosargas Svarog).
Regija lahko teoretično vsebuje 100 prebivalcev hkrati, vendar pa se bo uporabniška izkušnja temeljito poslabšala, ker bo teklo veliko aktivnih skript, ki močno vplivajo na hitrost.
Tipično ima lahko regija 50 prebivalcev in bo še vedno normalno delovala. Če hočemo prirediti neki večji dogodek, je pametno, da ga umestimo na stičišče 4 regij, saj se lahko tako 200 prebivalcev nemoteno udeleži tega dogodka, brez da bi drastično vplivali na hitrost.

### Omejena območja
Še ena izmed regij je OpenSpace ali 'void sim', ki omogoča omejeno število objektov in ponuja omejeno število CPU moči. Vsak od štirih 'void sims' je omejen na 3.750 prims namesto 15.000 in tukaj so 4 void sims narejeni tako, da so vertikalno spravljeni v spominsko mesto, ki po navadi zavzame en poln 15.000 prim server. Njihov namen je, da delajo prostor med otoki, kot tudi zato, da zagotavljajo velik spominski prostor za potrebe Linden Laba, glede podatkovne zbirke. Stoške za vzdrževanje pa preusmerijo direktno na uporabnike preko tier plačil.

## Problemi in kritike

### Notranja nestrinjanja med prebivalci
Včasih se v SL pojavijo vprašanja, kot so kako blizu koncu parcele lahko stoji stavba,  ki bi jih v realnem svetu rešili s pomočjo zakonov in regulativ.
Z manjšimi izjemami Linden Lab ne postavlja posebnih omejitev na katero zemljo mora postaviti stavbo. Tako je prišlo, do različnih arhitekturnih rešitev in veliko stavb je postavljenih na enem prostoru, kar lahko privede do sosedskih konfliktov. Nekateri prebivalci uporabijo vso svojo zemljo za postavitev stavb in tako ne omogočijo nobenega prehoda po svoji zemlji.
V ekstremnih primerih so se pojavili vandalizem ingrafiti. Prebivalci namensko postavijo vsebine z žaljivo vsebino blizu sosedov. Kar ima za posledico, da kvari pogled na sosesko in, da prisilijo sosede, da kupijo njihovo žaljivo parcelo za veliko več kot je tržna cena.
Čeprav se Linden Lab direktno ne vmešava v te spore, pa vseeno z nekaterimi mehanizmi kontrolirajo območja. Kot primer lahko vzamemo DreamLand, ki ga kontrolira Anshe Chung, vsebuje omejitve, ki se jih morajo držati prebivalci. Tu ne gre samo za distance med stavbami ampak tudi za tematski stil arhitekture, ki se ga morajo držati prebivalci. Če se tega ne držijo lahko izgubijo zemljo. Raziskava iz leta 2006 pravi, da DreamLand sestavlja 10% vseh območij in 10% aktivnih uporabnikov Second Lifea.
Nekateri prebivalci so poskušali ustvariti nekakšna sodišča, vendar pa brez posebnih organov represije je njihova moč učinkovitost omejena.
Leta 2007 je Linden Lab predstavil koncept zaobljube. Ta omogoča, da lastnik zemlje napiše nekaj pravil in omejitev, ki se jih mora kupec držati. Veliko prejšnjih lastnikov ima zato možnost odvzeti zemljo, če se lastnik ne drži teh omejitev.

### Omejitve glede virov s katerimi razpolaga server
Glede na to koliko zemlje si lasti prebivalec v določeni regije je pomembno kje in koliko stavb lahko postavi na svojem ozemlju. Ostale omejitve, ki zajemajo hitrost računalnika in pasovno dolžino internetne povezave v tem kontekstu niso zajete. Tipični primer je, da nekdo kupi velike količine zemlje v neki regiji, potem pa nekdo kupi v tej isti regiji majhen kos zemlje in postavi nočni klub ali kakšno drugo vrsto zabave. Tako bo na tem majhnem prostoru zelo veliko ljudi, ker gre pač za zabavne vsebine in bo posledično zasedel kapacitete računalnika, ki skrbi za to regijo. Tako bo tisti, ki si lasti veliko zemlje v tej regiji zaradi tega moteno dostopal, oziroma bodo dolgi nalagalni časi. 

### Omejitve glede posedovanja zemlje
Glede na to, da je svet Second Lifea trenutno narejen, tako da ga kontrolira centralni strežnik skupaj z vsemi objekti v tem svetu, je dolgoročni cilj podjetja Linden Lab, da bo v prihodnje mogoče spremeniti izvorno kodo s strani uporabnikov in se bo potem razvila odprtokodna verzija.